# Amendement
Een amendement is een formele wijziging van een (officieel) document.

## Belgie
In het Belgisch staatsrecht is een amendement een wijziging op een wetsontwerp, een voorstel van decreet, een voorstel van resolutie of een motie.

## Nederland
In het Nederlands staatsrecht is een amendement een wijziging van een wetsontwerp door de Tweede Kamer. Dit recht van amendement voor de Tweede Kamerleden is in de Grondwet opgenomen in artikel 84 van de Grondwet.
Artikel 84
1. Zolang een voorstel van wet, ingediend door of vanwege de Koning, niet door de Tweede Kamer onderscheidenlijk de verenigde vergadering is aangenomen, kan het door haar, op voorstel van een of meer leden, en vanwege de regering worden gewijzigd.
2. Zolang de Tweede Kamer onderscheidenlijk de verenigde vergadering een door haar in te dienen voorstel van wet niet heeft aangenomen, kan het door haar, op voorstel van een of meer leden, en door het lid of de leden door wie het aanhangig is gemaakt, worden gewijzigd.

### Achtergrond
De Tweede kamer heeft dit recht van amendement sinds de Grondwetsherziening van 1848. Voor die tijd kon de Tweede Kamer alleen "ja" of "nee" zeggen op een wetsvoorstel, maar de Kamerleden konden er geen veranderingen in aanbrengen. 
In 1848 motiveerde de regering eerst dat het recht van amendement 'zeer gevaarlijk' kon zijn, maar na aandrang door de Tweede Kamer motiveerde de regering een paar weken later: 'De uitoefening van dit regt heeft het voordeel, dat niet om eene enkele bepaling eene geheele, overigens zeer doelmatige wet worde verworpen'.

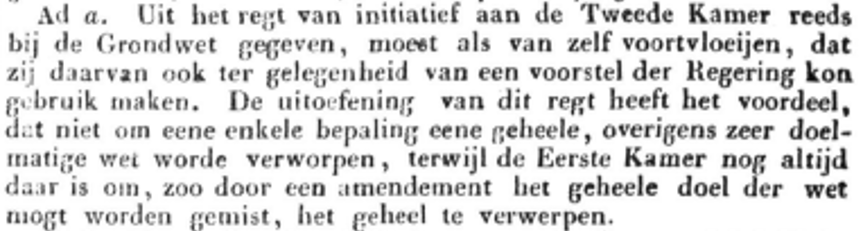
In 1848 stelde de regering het recht van amendement voor.

### Gebruik
Het recht van amendement wordt in Nederland vaak gebruikt. Het is een betrekkelijk eenvoudige manier om een wijziging van een wetsvoorstel van de regering (of van een mede-Kamerlid) voor te stellen. Het aantal amendementen wisselt per jaar. In 2024 zijn er in totaal 919 amendementen ingediend door Kamerleden. Van de amendementen waarover is gestemd door de Tweede Kamer zijn er 212 aangenomen en 278 verworpen. De overige amendementen zijn vervangen door een ander amendement (358), ingetrokken (51), of nog in behandeling. In de loop van de jaren is dit percentage met wat schommelingen toegenomen van zo'n 33 procent in 2013 tot 46 procent in 2023. In 2024 ging het om 43 procent.
Nadat de Tweede Kamer over de amendementen heeft gestemd, volgt de stemming over het eventueel gewijzigde wetsontwerp. 
Een amendement moet worden onderscheiden van een Wijzigingswet (latere wijziging van een aangenomen wet). Een amendement wijzigt een voorstel van wet, een Wijzigingswet is een (voorstel van) wet om een reeds bestaande wet te wijzigen. Vaak moet een amendement dat voor de overheid extra kosten of minder inkomsten met zich mee zal brengen, ook een dekking bevatten, waardoor het amendement budgetneutraal wordt. Deze dekking kan betrekking hebben op een onderwerp dat in het wetsvoorstel niet aan orde is, maar plotseling aan het eind van de behandeling opduikt. Ook kan een amendement van een wijzigingswet een ongelateerde andere wijziging van de te wijzigen wet betreffen. Een amendement voorstellen is eenvoudiger dan een initiatiefwet indienen, de Raad van State hoeft er geen advies over te geven. Hij kan wel om advies worden gevraagd.

## Verenigde Staten
De grondwet van de Verenigde Staten bevat 27 amendementen (amendments), dit zijn aanhangels die later zijn toegevoegd. Deze zijn dus expliciet zichtbaar. Er wordt vaak aan gerefereerd met het rangnummer, zoals het vijfde amendement.